# NHL 1917/1918
Sezóna 1917/18 je první sezónou v historii NHL, která vznikla jako nástupkyně NHA. Zahájily ji čtyři týmy, Montreal Wanderers však ligu opustil poté, co byla jeho hala zničena požárem. Stanley Cup získal tým Toronto Arenas, který ve finále porazil vítěze ligy pořádané Pacific Coast Hockey Association - Vancouver Millionaires.

## Tabulky základní části

### První polovina
| Poř. | Tým                | Z  | V  | R | P | VG | OG | B  |
| ---- | ------------------ | -- | -- | - | - | -- | -- | -- |
| 1.   | Montreal Canadiens | 14 | 10 | 0 | 4 | 81 | 47 | 20 |
| 2.   | Toronto Arenas     | 14 | 8  | 0 | 6 | 71 | 75 | 16 |
| 3.   | Ottawa Senators    | 14 | 5  | 0 | 9 | 67 | 79 | 10 |
| 4.   | Montreal Wanderers | 6  | 1  | 0 | 5 | 17 | 35 | 2  |

#### Výsledky
| Tým                | Canadiens   | Toronto      | Ottawa       | Wanderers               |
| ------------------ | ----------- | ------------ | ------------ | ----------------------- |
| Montreal Canadiens | xxx         | 9–2 5–1 11–2 | 6–5 9–4 3–4  | kontumace pro Canadiens |
| Toronto Arenas     | 7–5 6–4 5–1 | xxx          | 11–4 5–4 8–2 | kontumace pro Toronto   |
| Ottawa Senators    | 4–7 3–5 2–5 | 5–6 9–6 6–3  | xxx          | 9–2                     |
| Montreal Wanderers | 2–11        | 10–9         | 3–6          | xxx                     |

### Druhá polovina
| Poř. | Tým                | Z | V | R | P | VG | OG | B  |
| ---- | ------------------ | - | - | - | - | -- | -- | -- |
| 1.   | Toronto Arenas     | 8 | 5 | 0 | 3 | 37 | 34 | 10 |
| 2.   | Ottawa Senators    | 8 | 4 | 0 | 4 | 35 | 35 | 8  |
| 3.   | Montreal Canadiens | 8 | 3 | 0 | 5 | 34 | 37 | 6  |

#### Výsledky
| Tým                | Toronto | Ottawa   | Canadiens |
| ------------------ | ------- | -------- | --------- |
| Toronto Arenas     | xxx     | 3–1 9–3  | 0–9 5–3   |
| Ottawa Senators    | 1–6 9–3 | xxx      | 6–3 8–0   |
| Montreal Canadiens | 3–7 5–4 | 10–4 1–3 | xxx       |

## Play-off
- Montreal Canadiens - Toronto Arenas 3:7
- Toronto Arenas - Montreal Canadiens 3:4

Tým Toronto Arenas zvítězil celkově 10:7 a získal O'Brien Trophy. Postoupil tak do finále Stanley Cupu.

## Stanley Cup
Stanley Cup ještě nepatřil NHL, a tak se o něj utkal vítěz NHL s vítězem ligy pořádané Pacific Coast Hockey Association.
| Zápas                                                | Zápas      | Tým1      | Skóre | Tým2      | Hráno podle pravidel ligy | Místo konání  |
| ---------------------------------------------------- | ---------- | --------- | ----- | --------- | ------------------------- | ------------- |
| 1                                                    | 20. březen | Toronto   | 5–3   | Vancouver | NHL                       | Arena Gardens |
| 2                                                    | 23. březen | Vancouver | 6–4   | Toronto   | PCHA                      | Arena Gardens |
| 3                                                    | 26. březen | Toronto   | 6–3   | Vancouver | NHL                       | Arena Gardens |
| 4                                                    | 28. březen | Vancouver | 8–1   | Toronto   | PCHA                      | Arena Gardens |
| 5                                                    | 30. březen | Toronto   | 2–1   | Vancouver | NHL                       | Arena Gardens |
| Toronto vyhrálo 3:2 na zápasy a získalo Stanley Cup. |            |           |       |           |                           |               |

## Kanadské bodování
| Poř. | Jméno hráče     | Klub               | Z  | G  | A  | B  |
| ---- | --------------- | ------------------ | -- | -- | -- | -- |
| 1.   | Joe Malone      | Montreal Canadiens | 20 | 44 | 4  | 48 |
| 2.   | Cy Denneny      | Ottawa Senators    | 22 | 36 | 10 | 46 |
| 3.   | Reg Noble       | Toronto Arenas     | 20 | 30 | 10 | 40 |
| 4.   | Newsy Lalonde   | Montreal Canadiens | 14 | 23 | 7  | 30 |
| 5.   | Corbett Denneny | Toronto Arenas     | 21 | 20 | 9  | 29 |

## Trofeje
- Nejlepší střelec – Joe Malone (Montreal Canadiens) – 44 branek
- Brankář s nejnižším průměrem obdržených branek – Georges Vézina (Montreal Canadiens) – 3,93
- Nejtrestanější hráč – Joe Hall (Montreal Canadiens) – 60 trestných minut